# Kuźnica (Poméranie)
 (signalé en juillet 2025).
Si vous disposez d'ouvrages ou d'articles de référence ou si vous connaissez des sites web de qualité traitant du thème abordé ici, merci de compléter l'article en donnant les références utiles à sa vérifiabilité et en les liant à la section « Notes et références ».
- Archive Wikiwix
- Bing
- Cairn
- DuckDuckGo
- E. Universalis
- Gallica
- Google
- G. Books
- G. News
- G. Scholar
- Persée
- Qwant
- (zh) Baidu
- (ru) Yandex
- (wd) trouver des œuvres sur Wikidata

Kuźnica (en kachoube : Kùsfeld, allemand : Kusfeld, puis Kussfeld) est un hameau côtier au nord de la Pologne dans la voïvodie de Poméranie. Située sur la Péninsule de Hel, le hameau dispose de plages touristiques.